# Conus adamsonii
Conus adamsonii é uma espécie de gastrópode do gênero Conus, pertencente à família Conidae.